# Камала Харис
Камала Деви Харис (енгл. Kamala Devi Harris; Оукланд, 20. октобар 1964) америчка је политичарка, адвокатица и бивша потпредседница Сједињених Америчких Држава од 2021. до 2025. године. Од 2017. до 2021. представљала је Калифорнију у Сенату Сједињених Америчких Држава. Била је кандидаткиња Демократске странке на председничким изборима у САД 2024, али је изгубила изборе од Доналда Трампа.

## Биографија
Рођена је у Оукланду, у Калифорнији. Харисова је дипломирала на Универзитету Хауард и на Хејстингс Колеџу. Своју каријеру је започела у окружном тужилаштву округу Аламида, пре него што је регрутована у окружно тужилаштво Сан Франциска, а касније као градског тужиоца канцеларије Сан Франциска. 2003. године је била изабрана за окружног тужиоца Сан Франциска. Изабрана је за државног тужиоца у Калифорнији 2010. године, а поново је изабрана 2014. године. Харис је служила као млађи амерички сенатор из Калифорније од 2017. до 2021. године. Победила је Лорету Санчез на изборима за сенат 2016. године и постала је друга Афроамериканка и прва азијско-америчка сенаторка. Као сенатор, залагала се за здравствену реформу, савезно одлагање канабиса, пут до држављанства за имигранте без докумената, акт за развој, помоћ и образовање за малолетне имигранте, забрану јуришног оружја и прогресивну пореску реформу. Стекла је националну пажњу за истакнуто испитивање званичника Трампове администрације током саслушања у Сенату, укључујући и Трамповог другог кандидата за Врховни суд Брета Каваноа, који је оптужен за сексуално злостављање.
Чланица је Демократске странке, а од 2021. године, после победе на изборима, постала потпредседница Сједињених Држава, заједно са председником Џо Бајденом. Харис је била једна од кандидаткиња за номинацију Демократске странке али је одустала од трке пре почетних избора. Бивши потпредседник Џо Бајден је био изабрао Камалу за своју кандидаткињу за место потпредседника, а касније у новембру 2020. године су победили на изборима. Она је прва жена потпредседница као и афроамеричка и азијско-америчка потпредседница Америке.

## Дела
Харис је аутор две књиге из области публицистике и једне дечије књиге.
- Harris, Kamala; O'C. Hamilton, Joan (2009). Smart on Crime: A Career Prosecutor's Plan to Make Us Safer. San Francisco: Chronicle Books. ISBN 978-0-8118-6528-9.
- Harris, Kamala (8. 1. 2019). The Truths We Hold: An American Journey. London: Penguin. ISBN 978-1-9848-8622-4.
- Harris, Kamala (8. 1. 2019). Superheroes Are Everywhere. London: Penguin Young Readers Group. ISBN 978-1-9848-3749-3.